# Międzyrzec Podlaski
Międzyrzec Podlaskiⓘ é um município no leste da Polônia. Pertence à voivodia de Lublin, no condado de Biała, no rio Krzna. A cidade também é sede da comuna rural de Międzyrzec Podlaski.
Estende-se por uma área de 20,0 km², com 16 468 habitantes, segundo o censo de 31 de dezembro de 2021, com uma densidade populacional de 823,4 hab./km².

## Localização

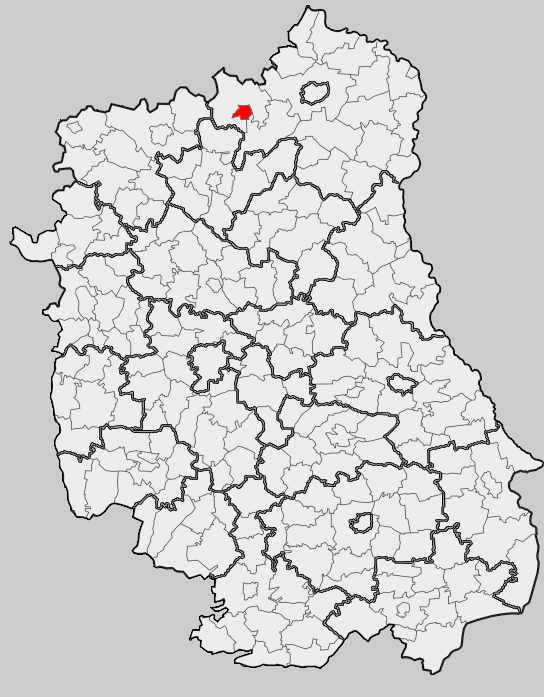
Międzyrzec Podlaski na voivodia de Lublin

A cidade privada recebeu a lei de Magdeburgo antes de 1447 e os direitos municipais desde 1918.
Międzyrzec Podlaski está localizada na histórica Podláquia, na antiga Terra de Mielnik. Originalmente, pertencia à Terra de Brest, com a qual foi anexada à Polésia no século XVI, e depois, no século XVII, foi incorporada à Terra de Mielnik e, desde então, voltou a fazer parte da Podláquia. No período pré-partição, ela estava localizada nas seguintes unidades administrativas:
- 1413–1520 - voivodia de Troki, Terra de Brest, condado de Brest;
- 1520–1574 - voivodia da Podláquia, Terra de Brest, condado de Brest;
- 1574–1616 - voivodia de Brześć Litewski, Terra de Brest, condado de Brest;
- 1616–1795 - voivodia da Podláquia, Terra de Mielnicka, condado de Mielnik.[5][7][8][9]

A cidade é adjacente às comunas de: Drelów e Międzyrzec Podlaski.
Entre 1975 e 1998, a cidade pertenceu administrativamente à voivodia de Biala Podlaska.
A cidade privada recebeu a Lei de Magdeburgo antes de 1447. Międzyrzec originalmente pertencia a Podláquia, estava localizada na voivodia da Podláquia, inicialmente na Terra de Drohicz e depois na Terra de Mielnik. Em 1574, foi incorporada à Terra de Brzesko da voivodia de Brześć Litewski e desde então faz parte da Polésia. Manteve os direitos de cidade até 1918.
A cidade é adjacente às comunas de Drelów e Międzyrzec Podlaski.
Nos anos 1975−1998, a cidade pertenceu administrativamente à voivodia de Bielsko-Podlaskie.

## Recursos naturais
Segundo dados de 2002, Międzyrzec Podlaski tinha uma área de 19,75 km², incluindo:
- Terras agrícolas: 57%
- Área florestal: 9%

A cidade constitui 0,72% da área do Condado de Biała.

## Demografia
Conforme os dados do Escritório Central de Estatística da Polônia (GUS) de 31 de dezembro de 2022, Międzyrzec Podlaski é uma cidade pequena com uma população de 15 557 habitantes (15.º lugar na voivodia de Lublin e 281.º na Polônia), tem uma área de 20,0 km² (18.º lugar na voivodia de Lublin e 303.º lugar na Polônia) e uma densidade populacional de 777 hab./km² (13.º lugar na voivodia de Lublin e 429.º lugar na Polônia). Nos anos 2002–2021, o número de habitantes diminuiu 5,0%.
Os habitantes de Międzyrzec Podlaski constituem cerca de 14,26% da população do condado de Biała, constituindo 0,77% da população da voivodia de Lublin.
| Descrição                         | Total      | Total    | Mulheres   | Mulheres | Homens     | Homens   |
| --------------------------------- | ---------- | -------- | ---------- | -------- | ---------- | -------- |
| unidade                           | habitantes | %        | habitantes | %        | habitantes | %        |
| população                         | 15 557     | 100      | 8 009      | 51,5     | 7 548      | 48,5     |
| superfície                        | 20,0 km²   | 20,0 km² | 20,0 km²   | 20,0 km² | 20,0 km²   | 20,0 km² |
| densidade populacional (hab./km²) | 777        | 777      | 400,2      | 400,2    | 376,8      | 376,8    |

## História

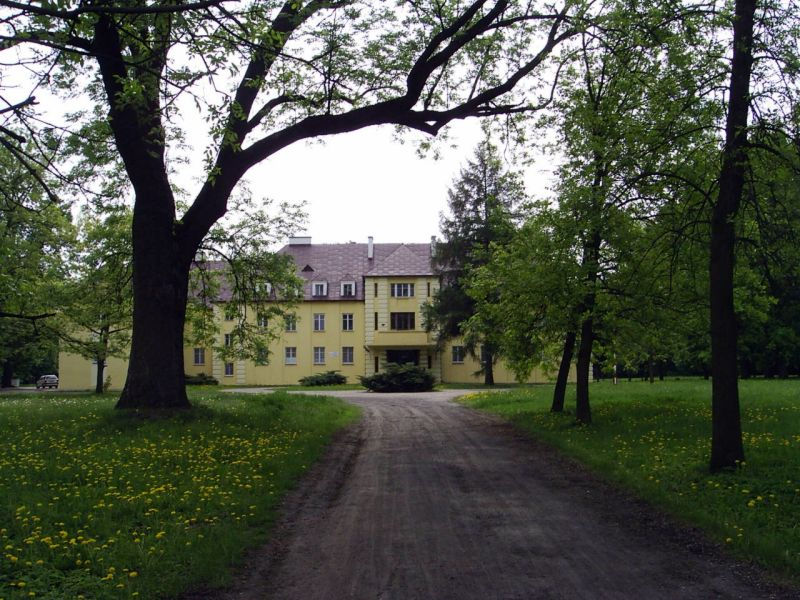
Fachada do Palácio Potocki

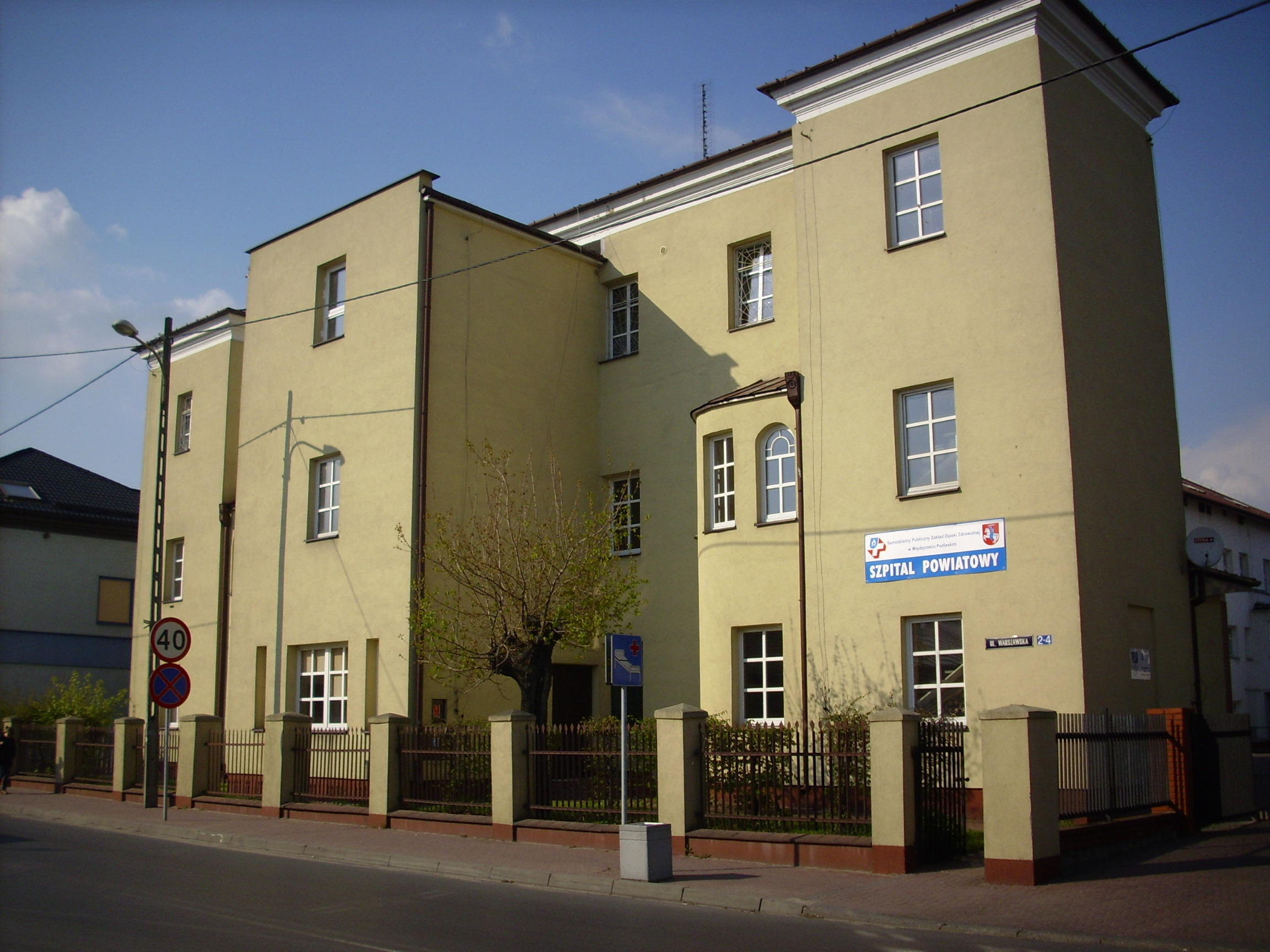
Hospital do condado

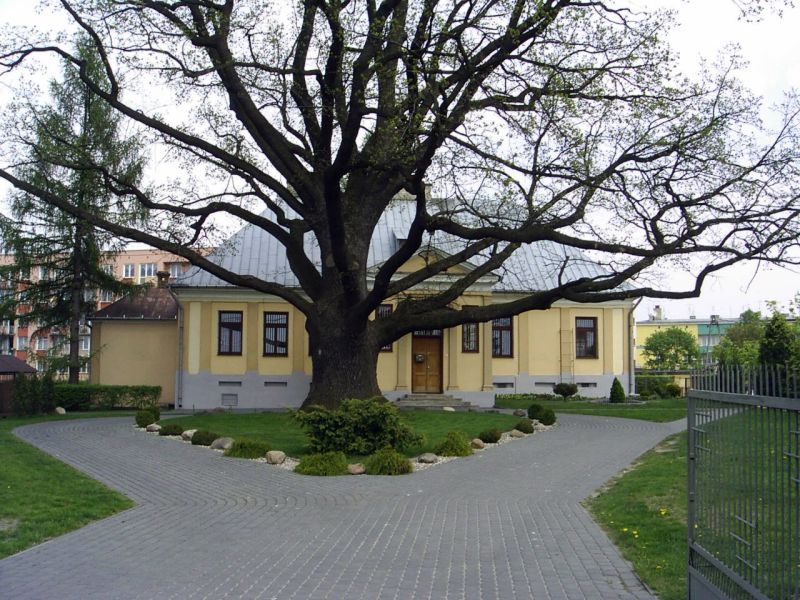
Presbitério da igreja de São Nicolau e um carvalho plantado para comemorar a Constituição de 3 de maio

- Neolítico − primeiros assentamentos humanos,
- 1174 − data do documento da igreja, o primeiro templo nesta área, a igreja ortodoxa de São Nicolau,
- 1369 − a primeira menção na crônica rutena do século XIII mencionando 10 aldeias no rio Krzna,
- 1390 − Abraham Chamiec recebeu Międzyrzec de Ladislau II Jagelão,
- Séc. XIV/XV − desenvolvimento do povoado relacionado com a colonização destas terras pelos mazovianos,
- 1434-1438 − a vila recebeu os direitos de cidade,
- 1477 − 24 de agosto, construção da igreja de São Nicolau, erguida no local do templo anterior, provavelmente o de rito ortodoxo do século XII (atualmente a igreja com o mesmo nome),
- 1486 − privilégio real para feiras e mercados recebido por Jan Nassutowicz para Międzyrzec,
- Em 1503, o rei Alexandre Jagelão visitou Międzyrzec Podlaski, onde foi recebido por Jan Zabrzeziński,
- 1558 − Międzyrzec mencionado como um importante centro de cerâmica,
- 1564 − 26 de abril, construção da igreja de São Nicolau desde a fundação de Stefan Zbaraski (atualmente a igreja de São José),
- A partir de 1569 − pertenceu à Coroa do Reino da Polônia,
- 1574 − Stefan Andrejewicz Zbaraski, durante o interregno, anexou arbitrariamente Międzyrzec Podlaski à voivodia de Brześć Litewski, de modo que a receita fluiu para o Grão-Ducado da Lituânia,
- 1598 − instalada a primeira fábrica de sal evaporado na fronteira polaco-lituana,
- 1636 − fundada uma guilda de ferreiros − uma das mais antigas da região,
- 1648 − invasão cossaca na Revolta de Khmelnitski,
- 1655 − pilhagem da cidade pelo exército sueco,
- 1660 − pilhagem da cidade pelo exército russo,
- 1662 − a cidade fazia parte da propriedade Międzyrzecz de Łukasz Opaliński,[17]
- Século XVIII
  - Conhecido como um importante centro cervejeiro,
  - Centro da indústria de produção de pincéis feitos de cabelo natural, na maioria das vezes crina de cavalo − as primeiras fábricas deste tipo de indústria na Polônia,
  - A maior cidade da Podláquia − aproximadamente 2 mil habitantes,
- 1772 − August Aleksander Czartoryski iniciou a construção da igreja uniata dos Santos Pedro e Paulo no lugar do antigo templo de madeira fundado por Stefan Zbaraski no século XVI (agora a igreja dos Santos Pedro e Paulo).
- 1791 − Feliks Turski plantou um carvalho em frente ao presbitério em Międzyrzec Podlaski, comemorando a adoção da Constituição de 3 de maio.
- 1795 − Terceira Partilha da Polônia: a cidade estava sob domínio austríaco,
- 1802 − construção de um palácio classicista para Konstanty Adam Czartoryski, provavelmente projetado por Piotr Aigner (demolido em 1888),
- 1809 − no Ducado de Varsóvia,
- 1815 − na Polônia do Congresso,
- 1823 − desenvolvimento do comércio, principalmente judeu, após a abertura da estrada de terra batida de Brest para Varsóvia,
- 29 de agosto de 1831 − a batalha do Levante de Novembro, vitoriosa para os insurgentes, nos campos das aldeias de Manie, Rogoźnica e no primeiro plano de Międzyrzec,
- 1852 − construção de um palácio para Aleksandra Potocka (originalmente arquiteto Franciszek Maria Lanci); destruído em 1918, reconstruído em 1922−1928,
- 1863 − batalhas e escaramuças da Revolta de Janeiro; Aleksander Glowacki,
- 1867 − obtendo uma conexão com a Linha Ferroviária n.º 2 Varsóvia-Terespolska,
- 1875 − intensificação da política de russificação; duas igrejas uniatas, erguidas no século XVI pelos herdeiros da Terra de Międzyrzecz, foram convertidas em igrejas ortodoxas,
- 1918 − Dias Sangrentos de Międzyrzec, um pogrom realizado pelas tropas alemãs em 16 de novembro de 1918, pelo menos 44 pessoas foram mortas,
- 1920 − durante a guerra polaco-bolchevique, o posto de comando do general Władysław Sikorski estava localizado na cidade e, posteriormente, o quartel-general do exército do general Edward Rydz-Śmigły,
- Setembro de 1939
  - Bombardeio da cidade pelos alemães,
  - Ocupação da cidade pelo exército soviético, após 10 dias Międzyrzec foi entregue aos alemães,
- 1940 − criação de um gueto pelos ocupantes alemães − aproximadamente 17 000 pessoas foram forçadas a se estabelecer lá, judeus de Międzyrzec e cidades próximas,
- 1940−1944 − Guerra Ferroviária da Podláquia − ataques de guerrilha do Exército Nacional na linha férrea para impedir a comunicação na linha leste-oeste,
- 1942 − estabelecimento de campos de prisioneiros de guerra para soldados soviéticos e posteriormente italianos,
- Maio de 1943 − liquidação do gueto e deportação e assassinato de seus habitantes nos campos de Majdanek e Treblinka,
- 1944
  - Abril − pacificação das Florestas Turowskie e uma batalha vitoriosa para o Exército da Pátria perto da vila de Olszewnica,
  - 23 de julho — antes de deixar a cidade, os alemães massacraram 60 prisioneiros de guerra italianos do subcampo local de trabalho forçado do campo de prisioneiros de guerra Stalag 366,[18]
  - 26 de julho − a cidade é tomada pelo Exército Vermelho com a participação de soldados do Exército da Pátria,
  - 13 de agosto − início das prisões e deportações para a Rússia entre os soldados do Exército da Pátria pelo NKVD,
- 1945 − liquidação da Propriedade de Miedzyrzecz
- 30 de junho de 1952 − uma tentativa de descarrilar um vagão-restaurante e trem noturno Moscou-Berlim (o chamado Mitropa) transportando oficiais e diplomatas soviéticos por estudantes do ensino médio da organização patriótica União dos Evolucionistas da Liberdade (ZEW) − a operação de sabotagem envolveu, entre outros, Franciszek Oleksiuk e Czeslaw Męczyński
- 1952−1954 − sede da comuna de Zahajki

## Monumentos históricos

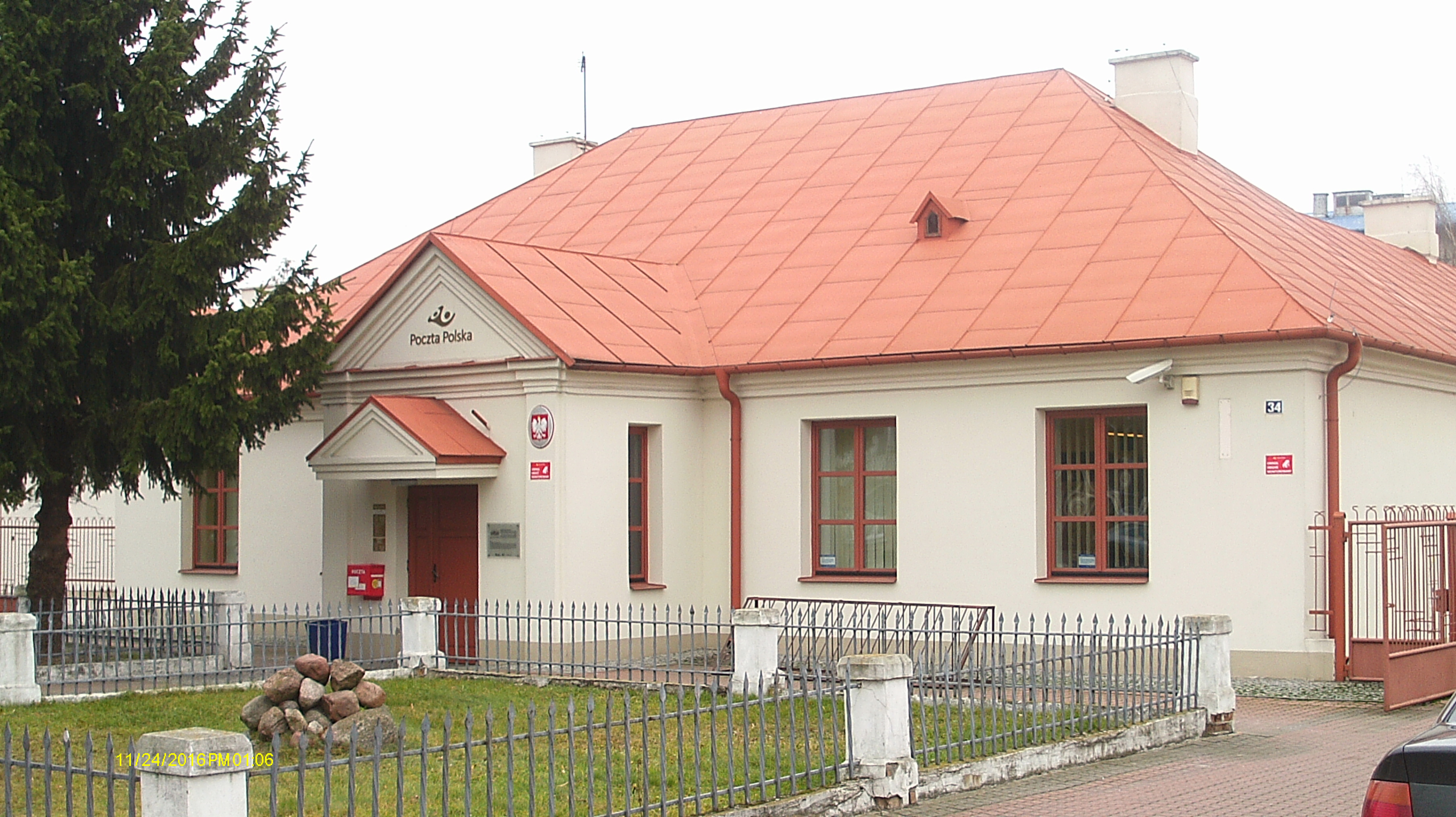
Antigo complexo de correios (1823)

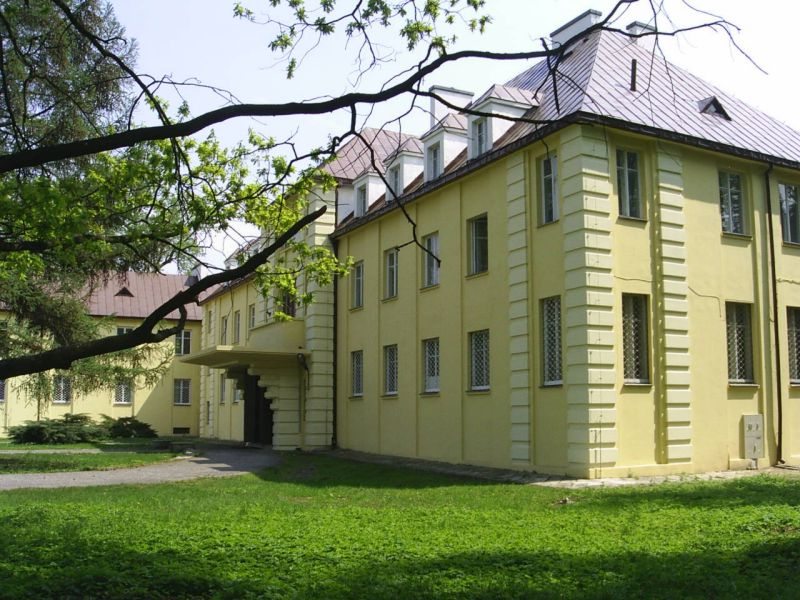
Palácio Potocki

- Praça da Cidade Velha (praça João Paulo II) construída no século XV, com passagens características com arcos
- Igreja de São Nicolau (1477)
- Igreja dos Santos Apóstolos Pedro e Paulo
- Igreja de São José
- Presbitério da igreja de São Nicolau de 1818
- Complexo do antigo correio de 1823
- Antiga escola paroquial de 1852
- Estação ferroviária de 1867
- Hospital da cidade de 1846–1850
- Palácio Potocki do século XVIII[19]
- Cemitério católico (capela de São Roque,[20] lápides dos séculos XVIII, XIX e XX)[21]
- Cemitério judaico (o matzeva mais antigo data de 1706)[22]
- Monumento aos que morreram em 1918 na praça principal
- Elevação feita de pedras em homenagem aos judeus assassinados na praça principal; em junho de 2005 foi liquidado com a reconstrução da praça
- Capelas dos séculos XVIII e XIX

## Lugares de memória nacional
- Uroczysko Baran (o chamado Pequeno Katyn perto da aldeia de Kąkolewnica Północna)
- Monumento da batalha vitoriosa de Międzyrzec Podlaski durante o Levante de Novembro de 29 de agosto de 1831
- Monumento dos judeus de Międzyrzecz no cemitério judeu
- Pedra dos judeus de Międzyrzecz na praça João Paulo II

## Economia
Centro de serviços para a região agrícola; indústrias agroalimentícias, madeireira, de vestuário, além de engenharia, couro e fabricação de escovas e pincéis.

### Recursos minerais
Em Bereza, perto de Międzyrzec Podlaski, existe uma mina ao ar livre de cascalho e areia − “Żwirownia”.

## Transportes

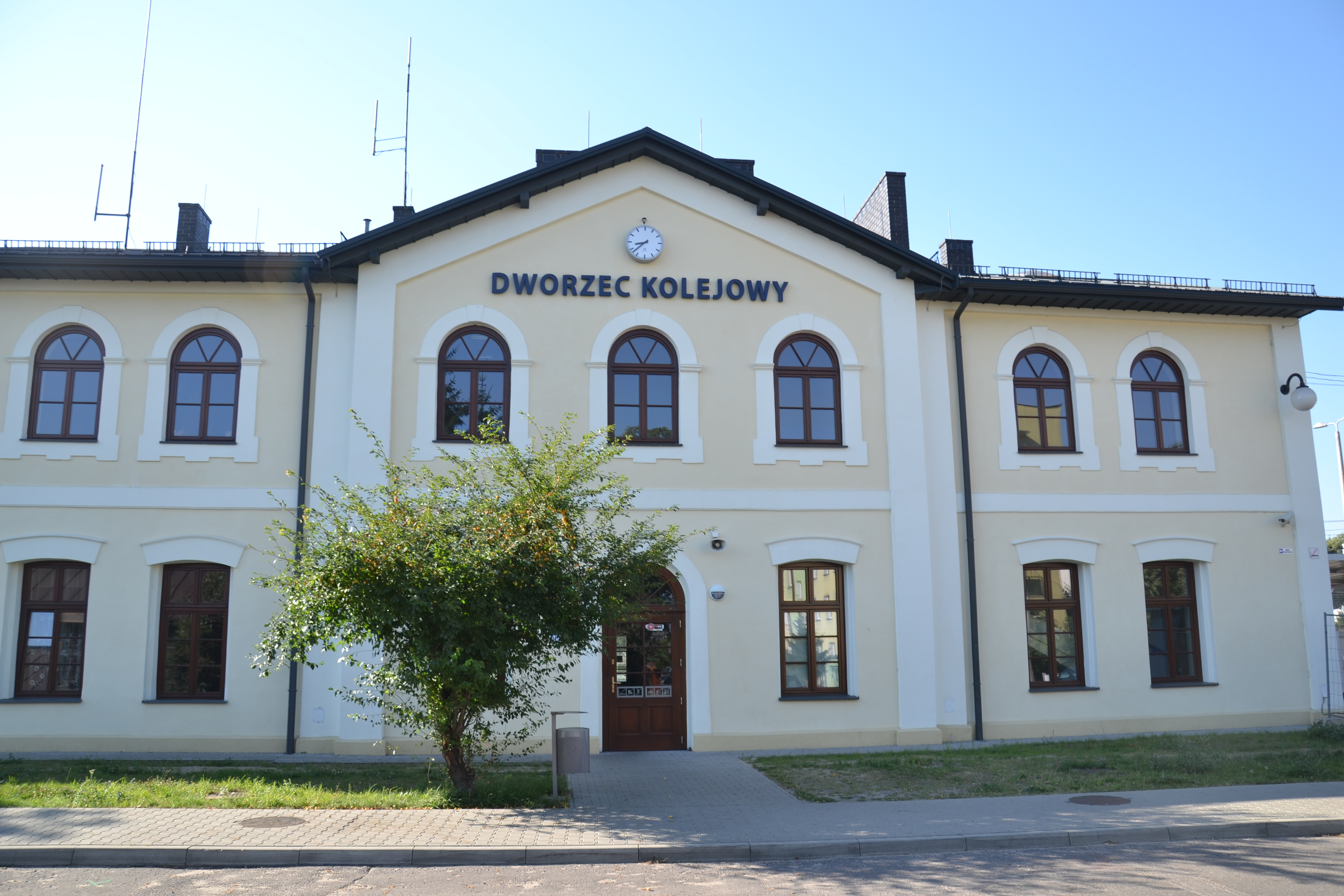
Estação ferroviária em Międzyrzec Podlaski

Estradas nacionais e provinciais se cruzam na cidade:
| N.º da estrada | Trajeto                                                              |
| -------------- | -------------------------------------------------------------------- |
|                | Terespol – Biała Podlaska – Międzyrzec Podlaski – Varsóvia – Świecko |
|                | Białystok – Bielsk Podlaski – Międzyrzec Podlaski – Lublin – Rzeszów |
|                | Międzyrzec Podlaski – Łuków                                          |
|                | Międzyrzec Podlaski – Parczew – Łęczna                               |

Existe uma variante norte ao longo da estrada nacional n.º 2 (E30), iniciada por volta de 1975, e uma variante oeste ao longo da estrada nacional n.º 19, finalmente ao longo da via expressa S19. Está prevista a construção da autoestrada A2, que deverá percorrer alguns quilômetros a norte da cidade.
A cidade tem uma estação ferroviária na linha ferroviária internacional E20 Moscou – Varsóvia – Berlim.
Há uma empresa PKS operando aqui. Os micro-ônibus privados também são de grande importância, fornecendo conexões rápidas com Varsóvia, Lublin, Biała Podlaska, Siedlce e Białystok.
Na aldeia de Krzewica, havia um aeródromo militar de Krzewica com superfície gramada (o comprimento da pista era de 2 250 m), e na própria Międzyrzec Podlaski, um aeroporto privado pertencente ao Conde Potocki.
Nos tempos da República Popular da Polônia, a estrada internacional E8 e a estrada estadual n.º 192 passavam por Międzyrzec Podlaski.

## Cultura
Existe na cidade um Centro Cultural Municipal, junto ao qual se encontra o Cinema “Sława”, a Biblioteca Pública Municipal e a Galeria “ES”. A Orquestra de Metais dos Bombeiros também operou no Centro Cultural.

## Organizações
Existem várias organizações e associações em Międzyrzec Podlaski, incluindo:
- Associação de Teatro Międzyrzecz
- STANICA Associação de Desenvolvimento da Navegação em Międzyrzec Podlaski
- Bombeiros Voluntários “Stołpno” em Międzyrzec Podlaski, com os Jovens Bombeiros
- Bombeiros Voluntários “Śródmieście” em Międzyrzec Podlaski
- Bombeiros Voluntários “Zawadki” em Międzyrzec Podlaski
- Podláquia Associação de Pessoas com Deficiência
- Associação Polonesa de Aposentados, Deficientes e Pensionistas − Conselho Distrital em Międzyrzec Podlaski
- Sociedade de Amigos das Ciências em Międzyrzec Podlaski
- Associação de Siberianos − ramo Biała Podlaska, Międzyrzec Podlaski Círculo local
- Guilda de Artesãos e Empresários em Międzyrzec Podlaski
- Associação Polonesa de Escotismo

## Educação

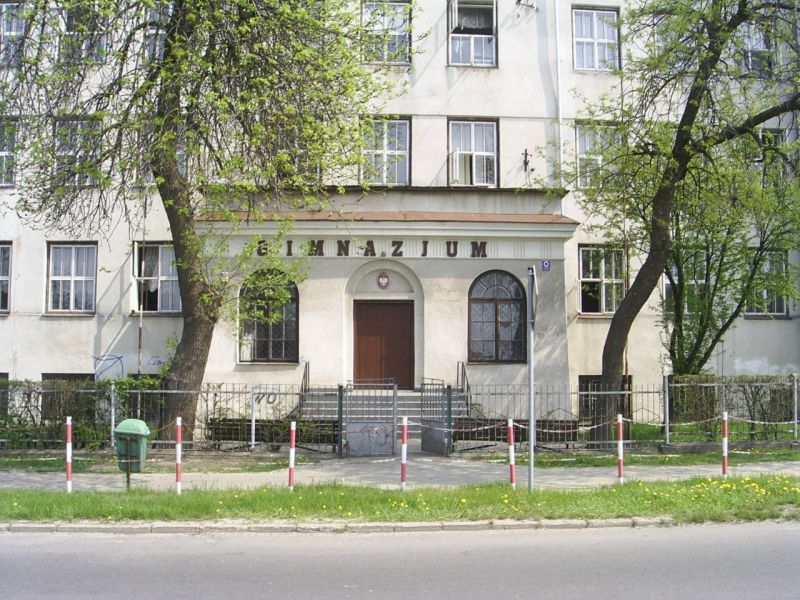
Ginásio em Międzyrzec Podlaski

Existem jardins de infância, três escolas primárias e uma escola secundária Władysław Sikorski, uma escola secundária para adultos, Complexo de escolas de economia Maria Dąbrowska, Complexo de escolas técnicas Unici Podlascy. Há também uma Escola Estatal de Música Primária e um Centro de Educação Especial.

## Religião

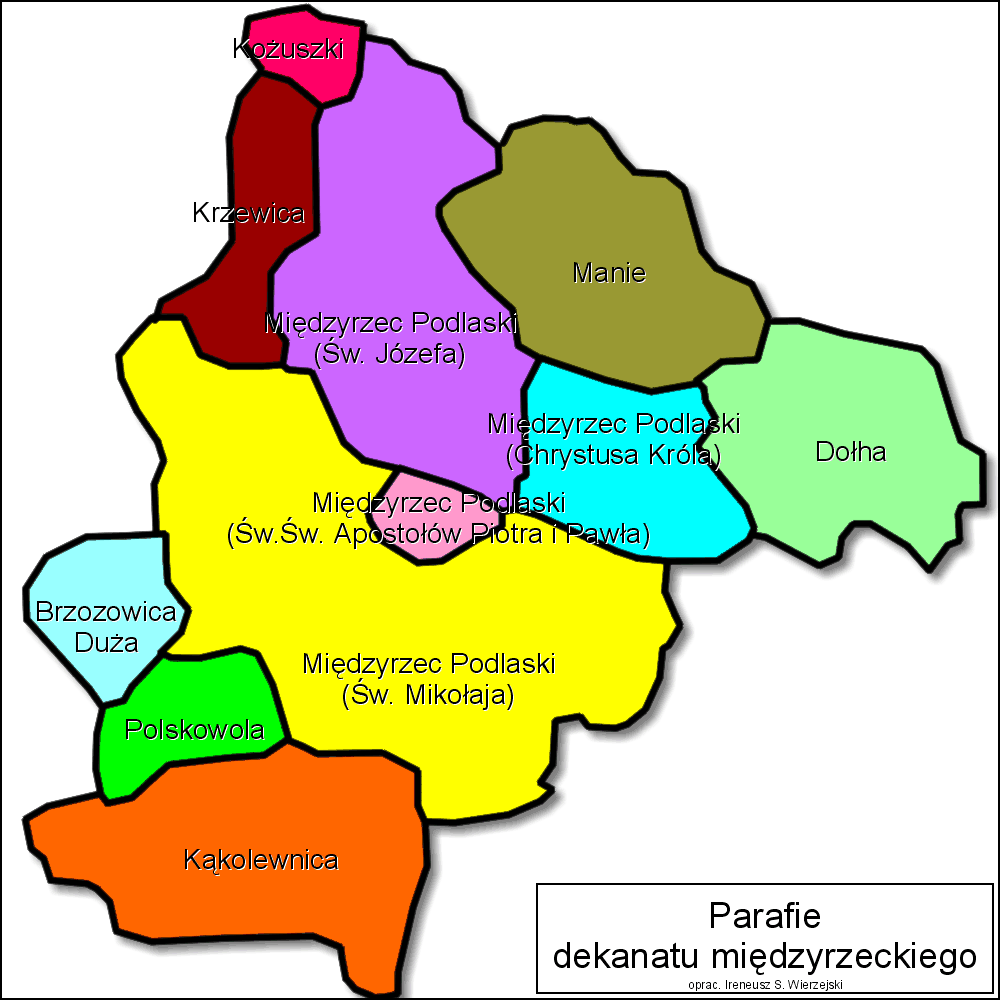
Divisão da forania de Międzyrzecz em paróquias

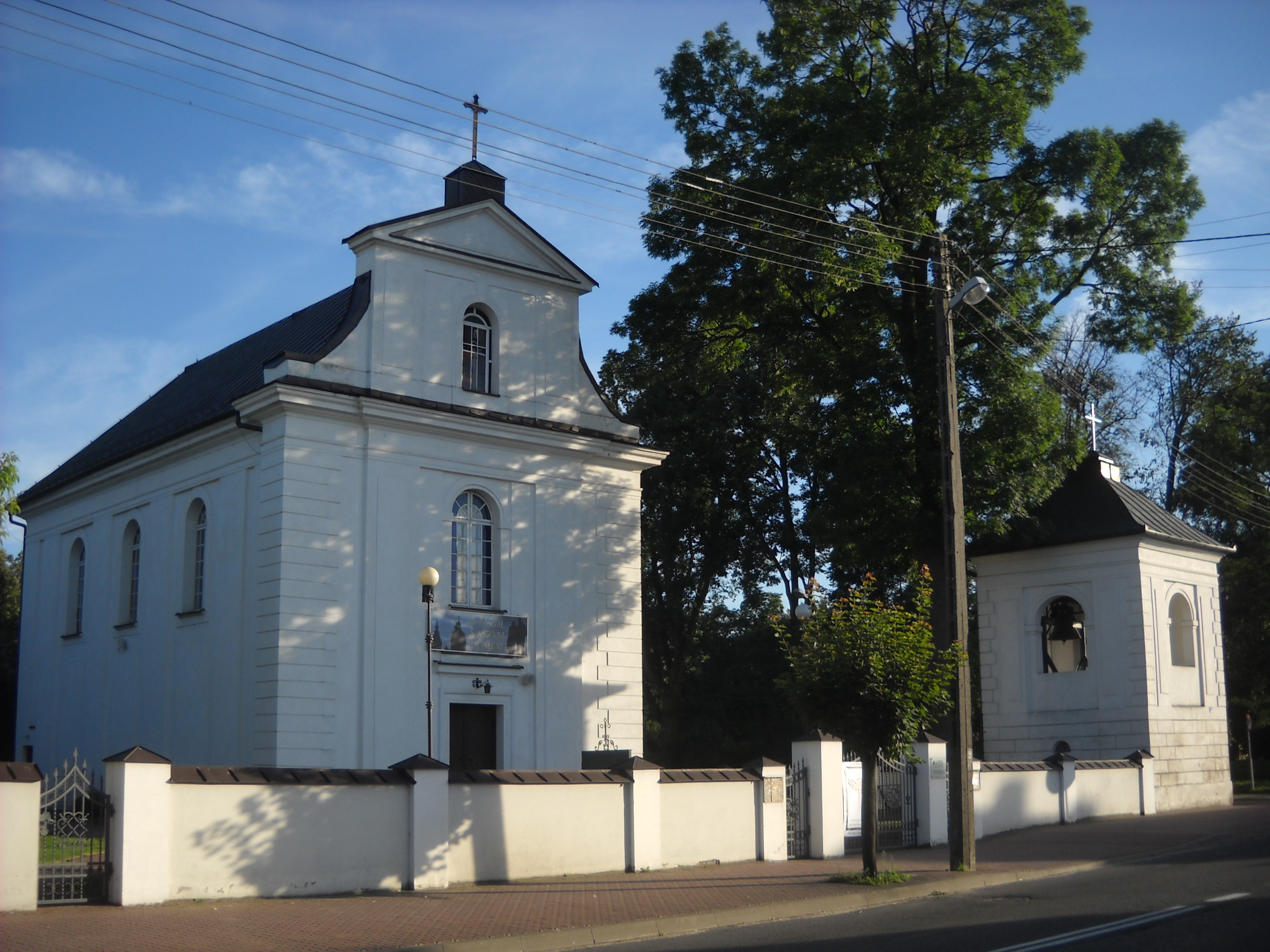
Igreja dos Santos Apóstolos Pedro e Paulo

### Paróquias católicas
- Paróquia do Cristo Rei[26]
- Paróquia de São Pedro e São Paulo[27]
- Paróquia de São José, Esposo da Bem-Aventurada Virgem Maria[28]
- Paróquia de São Nicolau[29]

### Igrejas protestantes
- Igreja Pentecostal na Polônia, igreja “Reconciliação”[30]

## Esporte e lazer
A cidade dispõe de um estádio esportivo (um complexo de campos esportivos com uma área total de 4 hectares − 3 campos esportivos de tamanho real e 3 mini campos de treino, pistas de atletismo, equipamentos sociais), quadras de tênis, ginásios e uma piscina coberta “Oceanik” com sauna e academia.
No futebol, a cidade é representada pelo KS MOSiR “Huragan” e pela Academia de futebol UKS “Dwójka”.
No reservatório de água “Żwirownia”, existem albergues em frente ao lago − (cais, praias, salva-vidas no verão) e um albergue de pesca do clube PZW Złoty Karaś.
Mesmo ao lado do “Żwirownia” existe uma pista de esqui com 180 m de comprimento e cerca de 20 m de altura, coberta com tapetes de plástico. Foi colocado em uso em 30 de setembro de 2012, com um elevador com assento em formato de disco e instalações de acompanhamento.